# Lewis Nixon

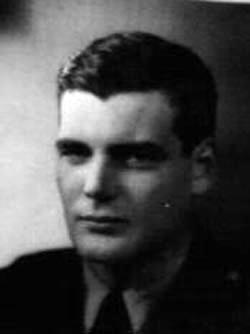
Lewis Nixon

Lewis Nixon (* 30. September 1918 in New York, NY; † 11. Januar 1995 in Los Angeles, Kalifornien) war ein Captain der US Army. Er diente im Zweiten Weltkrieg im 506. US-Fallschirmjägerregiment der 101. US-Luftlandedivision. In der Serie Band of Brothers, die die Easy Company des 2. Bataillons des Regiments während des Zweiten Weltkrieges porträtiert, wurde er von Ron Livingston dargestellt.

## Leben

### Jugend
Nixon entstammte einer wohlhabenden Familie, was ihm ermöglichte, bereits in jungen Jahren die Welt zu bereisen und zwei Jahre lang an der Yale University zu studieren. Im Januar 1941 entschied er sich, der US Army beizutreten.

### Zweiter Weltkrieg
Nach der Absolvierung der Officer Candidate School in Fort Benning, Georgia, meldete er sich als Second Lieutenant, zusammen mit seinem Freund Richard Winters, den er dort kennengelernt hatte, freiwillig zu den Fallschirmjägern. Beide wurden in die E-Kompanie (Easy Company) des 2. Bataillons, 506. US-Fallschirmjägerregiments, 101. US-Luftlandedivision versetzt.
Die Fallschirmjäger-Grundausbildung fand für beide im Camp Toccoa, Georgia, statt. Während Winters erst als Erster Offizier und später als Kompaniechef der Easy Company diente, wurde Nixon zum First Lieutenant und zum Nachrichtendienstoffizier (S-2) des 2. Bataillons ernannt. Da er sich in dieser Dienststellung bewährte, wurde er, kurz nachdem die Easy Company Carentan am 12. Juni 1944 eingenommen hatte, zum Captain befördert und in den Regimentsstab abkommandiert. Nixon diente während der Operationen der Division in der Normandie, in den Niederlanden, Bastogne und Deutschland. Während dieser ganzen Zeit gab er, bedingt durch seine Stabsverwendung, keinen einzigen Schuss im Gefecht ab. Jedoch wurde ihm in den Niederlanden in den Helm geschossen, der ihm so das Leben rettete. Während des Dienstes in Europa entwickelte er jedoch ein Alkoholproblem und wurde daraufhin als Operationsoffizier (S-3) des 2. Bataillons eingesetzt. Er war bekannt für seine Vorliebe der Whiskeymarke VAT 69, was zu verschiedenen Gelegenheiten in Stephen Ambrose’ Buch Band of Brothers und der darauf basierenden Miniserie erwähnt wird.
Nixon war einer der wenigen aus der 101. US-Luftlandedivision, der an Sprungeinsätzen mit anderen Divisionen oder Regimentern teilnahm. Am 24. März 1945 war Nixon als Beobachter von General Maxwell D. Taylor der 17. US-Luftlandedivision während der Operation Varsity zugeteilt. Das Flugzeug, aus dem Nixon absprang, wurde kurz darauf mit einem direkten Treffer abgeschossen – es überlebten nur er und drei weitere Kameraden.
Im September 1945 kehrte er in die Vereinigten Staaten zurück.

### Nach dem Krieg
Nach dem Krieg arbeitete er in der Familienfirma seines Vaters Nixon Nitration Works in Nixon, New Jersey. Nixons Freund Richard Winters, dem er bei Ende des Krieges einen Job angeboten hatte, wurde später Personalmanager in der Firma. Nixon hatte zwei gescheiterte Ehen hinter sich, bevor er 1956 seine dritte Frau Grace heiratete. Er starb am 11. Januar 1995 an Komplikationen eines Diabetes in Los Angeles, Kalifornien.

## Auszeichnungen
|  | Bronze Star with one Oak Leaf Cluster                                                    |
|  | Purple Heart                                                                             |
|  | World War II Victory Medal                                                               |
|  | American Defense Service Medal                                                           |
|  | American Campaign Medal                                                                  |
|  | European-African-Middle Eastern Campaign Medal with 3 service stars and arrowhead device |
|  | Army of Occupation Medal                                                                 |
|  | Presidential Unit Citation with one Oak Leaf Cluster                                     |
|  | Croix de guerre                                                                          |
|  | Belgian World War II Service Medal                                                       |
|  | Combat Infantryman Badge                                                                 |
|  | Parachutist Badge with 3 combat jump stars                                               |